# كورتني تومسون
كورتني تومسون (بالإنجليزية: Courtney Thompson)‏ (و. 1984  م) هي لاعبة كرة طائرة، ولاعبة كرة طائرة شاطئية، من الولايات المتحدة، ولدت في بالفيو، شاركت في ألعاب أولمبية صيفية 2012، والكرة الطائرة في الألعاب الأولمبية الصيفية 2016.

## روابط خارجية
- كورتني تومسون على موقع الاتحاد الأوروبي (الإنجليزية)
- كورتني تومسون على موقع عالم الكرة الطائرة (الإنجليزية)
- كورتني تومسون على موقع أوليمبيديا (الإنجليزية)
- كورتني تومسون على موقع اللجنة الأولمبية والبارالمبية الأمريكية (الإنجليزية)